# Камышовка (приток Трещевки)
Камышовка — река в Воронежской области России. Устье реки находится в 9 км по левому берегу реки Трещевка.
Длина реки составляет 17 км, площадь водосборного бассейна 91,2 км².
Берёт начало в селе Чистая Поляна. На реке расположены населённые пункты Перлёвка, Приволье, Раздолье. Высота устья — 108 м над уровнем моря.

## Данные водного реестра
По данным государственного водного реестра России относится к Донскому бассейновому округу, водохозяйственный участок реки — Дон от города Задонск до города Лиски, без рек Воронеж (от истока до Воронежского гидроузла) и Тихая Сосна, речной подбассейн реки — бассейны притоков Дона до впадения Хопра. Речной бассейн реки — Дон (российская часть бассейна).
Код объекта в государственном водном реестре — 05010100812107000002303.